# In the Studio
In the Studio – trzeci album brytyjskiego zespołu ska The Specials wydanego pod nazwą The Specials AKA. Nagrania pochodzą z lat 1982 - 84. Ukazał się w lipcu 1984 roku we własnej wytwórni zespołu 2 Tone Records. Producentem płyty był Jerry Dammers. Album zajął 34 miejsce na brytyjskiej liście przebojów.
W 1981 roku z The Specials odchodzą  Terry Hall (wokal), Lynval Golding (wokal, gitara) i Neville Staple (wokal, instrumenty perkusyjne). Zakładają zespół Fun Boy Three. Niedługo potem odchodzą Roddy Radiation  (gitara) i Sir Horace Gentleman (bas). W ich miejsce pojawiają się nowi muzycy – Stan Campbell (John), John Shipley (gitara), Gary McManus (bas), oraz współpracująca już z zespołem przy albumie "More Specials" Rhoda Dakar, wcześniej wokalistka zespołu ze stajni 2 Tone Records – The Bodysnatchers. Ten skład firmuje album.
W utworze "Nelson Mandela" w chórkach zaśpiewali Elvis Costello, trio wokalne Afrodiziak, oraz Ranking Roger i Dave Wakeling z zespołu The Beat.

## Spis utworów
1. "Bright Lights" (Bradbury/Campbell/Cuthell/Dammers) – 4:11
2. "The Lonely Crowd" (Campbell/Dammers/John Shipley) – 3:52
3. "What I Like Most About You Is Your Girlfriend" – (Dammers) 4:50
4. "Housebound" – (Dammers) 4:13
5. "Night on the Tiles" (Dammers/Shipley) – 3:04
6. "Nelson Mandela" – (Dammers) 4:07
7. "War Crimes" – (Dammers) 6:13
8. "Racist Friend" (Bradbury/Cuthell/Dammers) – 3:49
9. "Alcohol" – (Dammers) 5:01
10. "Break Down the Door" (Bradbury/Cuthell/Dammers) – 3:36

## Single z albumu
- "War Crimes" (1982)
- "Racist Friend" /"Bright Lights"  (1983) UK # 60
- "Nelson Mandela" (1984) # 9
- "What I Like Most About You Is Your Girlfriend" (1984) # 51

## Muzycy
- Stan Campbell - wokal
- Rhoda Dakar - wokal
- Caron Wheeler - drugi wokal
- Jerry Dammers - klawisze, wokal
- Gary McManus - bas
- John Bradbury - perkusja
- Claudia Fontaine - drugi wokal
- Dick Cuthell - trąbka
- Nigel Reeve - saksofon
- Andy Aderinto - saksofon (6)